# 그대가 있다면
〈그대가 있다면〉(일본어: キミがいれば 키미가이레바[*])는 이오리의 1번째 싱글이다.  1997년 4월 3일에 폴리도르에서 발매됐다.

## 해설
- 극장판 명탐정 코난 중에서 클라이맥스 등으로 사용되는 것이 많다.
- 커플링 곡인 〈만나고 싶어〉는 극장판 《명탐정 코난: 시한장치의 마천루》의 삽입곡.
- 양곡 모두 작사는 타카야나기 렌, 작곡은 오노 카츠오.
- 2003년에는 가수인 Reiko(아미 레이코)가 커버했고, 극장판 《명탐정 코난: 미궁의 십자로》의 삽입곡으로 사용됐다.
- 〈그대가 있다면〉은 《명탐정 코난》 메인 테마에 가사를 붙인 것이다.

## 수록곡
1. 그대가 있으면(キミがいれば)
  - 작사: 타카야나기 렌, 작곡: 오노 카츠오
2. 만나고 싶어(逢いたいよ)
  - 작사: 타카야나기 렌, 작곡: 오노 카츠오
3. 그대가 있다면 (오리지널 카라오케)
4. 만나고 싶어 (오리지널 카라오케)

## 타이업
- TV 애니메이션 《명탐정 코난》 삽입곡 (#1) (유령선 살인사건 (후편), 게와 고래 살인사건)
- 극장판 《명탐정 코난: 시한장치의 마천루》 삽입곡 (#2)
- 극장판 《명탐정 코난: 14번째 표적》 삽입곡 (#3)